# 北河 (明尼蘇達州)
北河是位於美國明尼蘇達州東北部長約9.6公里的河流。北河與東河都為聖路易斯河河源七海狸湖（Seven Beaver Lake）的主要支流。北河大部分為在萊克縣之內，而其出口位在聖路易縣。美國地質調查局認為北河是五大湖及聖勞倫斯河流域的最深河源。 